# 1977 en arts plastiques
| Années des arts plastiques : 1974 - 1975 - 1976 - 1977 - 1978 - 1979 - 1980    |
| Décennies des arts plastiques : 1940 - 1950 - 1960 - 1970 - 1980 - 1990 - 2000 |

Cette page concerne l'année 1977 en arts plastiques.

## Œuvres
- Warlugulong, tableau de Clifford Possum Tjapaltjarri : lorsqu'il est vendu le 24 juillet 2007 pour 2,4 millions de dollars australiens à la Galerie nationale d'Australie, il établit le record de valeur pour une œuvre d'art d'un artiste aborigène contemporain aux enchères.

## Événements
- Lancement de la Print Gocco, un ancien système d'impression de cartes postales japonais basé sur les principes de la sérigraphie.

## Naissances
- 8 janvier : Cem Cako, artiste visuel et créateur de mode allemand,
- 17 avril : Kossi Aguessy, designer industriel et artiste contemporain togolais († 27 avril 2017),
- 23 septembre : Ginette Daleu, artiste plasticienne camerounaise († 9 novembre 2018),
- ? : Gazellah Bruder, graveuse, illustratrice, peintre et sculptrice papouan-néo-guinéenne.
- ? : Le Sonneur (artiste), street artist, artiste plasticien, dessinateur et auteur français.

## Décès
- 4 janvier : Georges Folmer, peintre, sculpteur et théoricien de l'art français (° 19 novembre 1895),
- 11 janvier : Edmond Astruc, peintre français (° 4 novembre 1878),
- 19 janvier : Edita Broglio, peintre lettonne (° 26 novembre 1886),
- 23 janvier : Geoffroy Dauvergne, peintre, mosaïste, fresquiste et sculpteur français (° 29 octobre 1922),
- 29 janvier :
  - Jules Cavaillès, peintre français (º 20 juin 1901),
  - Kawasaki Shoko, peintre japonais (° 8 mai 1886),
- 30 janvier : Alexis Gritchenko, peintre, aquarelliste, écrivain et critique d'art russe puis soviétique (° 2 avril 1883),
- 1er février : Pierre de Lestrade de Conti, caricaturiste, illustrateur et peintre français (° 29 juin 1901),
- 21 février : André Missant, peintre et sculpteur français (° 29 août 1908),
- 23 février : Pierre-César Lagage, peintre français (° 29 septembre 1911),
- 5 mars  : Geer Van Velde, peintre néerlandais (° 5 avril 1898),
- 15 mars : Marg Moll, sculptrice, peintre abstrait et écrivain allemande (° 2 août 1884),
- 1er avril : Jean-Baptiste Muratore, peintre français (° 6 septembre 1915),
- 4 avril :
  - Antoon Kruysen, peintre néerlandais (° 9 octobre 1898),
  - Émile Simonod, céramiste, peintre et poète français (° 21 décembre 1893),
- 7 avril : Hans Berger, peintre suisse (° 9 juillet 1882),
- 11 avril :
  - Maurice Ménardeau, peintre français (° 6 février 1897),
  - Lazare Volovick, peintre né en russie (° 25 janvier 1902),
- 6 mai : Jean Bouchaud, peintre français (° 1891),
- 8 mai : Camille Bryen, poète, peintre et graveur français (° 17 septembre 1907),
- 15 mai : Benedetta Cappa, peintre et écrivaine italienne (° 14 août 1897),
- 24 mai : Robert La Montagne Saint-Hubert, peintre décorateur et fresquiste français (° 24 mai 1887),
- 27 mai : Robert Fernier, peintre français (° 26 juillet 1895),
- 4 juin : René Aubert, peintre, lithographe et illustrateur français (° 6 octobre 1894),
- 5 juin : Antoon Catrie, peintre belge (° 26 janvier 1924),
- 11 juin : Philippe de La Hogue-Rey, peintre mauricien (° 1910),
- 13 juin : Gerardo Dottori, peintre futuriste italien (° 11 novembre 1884),
- 15 juin : Maryan S. Maryan, peintre américain d'origine polonaise (° 1er janvier 1927),
- 21 juin : Lucien Coutaud, peintre et graveur français (° 13 décembre 1904),
- 23 juin : Gontran Ranson, dessinateur, illustrateur et peintre français (° 2 juillet 1891),
- 27 juin : Ivan Tabaković, peintre et céramiste serbe puis yougoslave (° 10 décembre 1898),
- 28 juin : Armand Assus, peintre français (° 4 avril 1892),
- 29 juin :
  - Émile Compard, peintre et sculpteur français (° 13 octobre 1900),
  - Dagfin Werenskiold, sculpteur et peintre norvégien (° 16 octobre 1892),
- 16 juillet : Claude Grosperrin, peintre et lithographe français (° 26 novembre 1936),
- 18 juillet : Paul Lemagny, peintre et graveur français (° 11 février 1905),
- 19 juillet : Ambrogio Casati, peintre et sculpteur italien (° 27 décembre 1897),
- 22 juillet : Francesco Cangiullo, écrivain, poète et peintre italien (° 27 janvier 1884),
- 23 juillet : Georges Goldkorn, peintre franco-polonais (° 3 avril 1905),
- 29 juillet : Jean-François Liegme, peintre suisse (° 5 octobre 1922),
- 30 juillet : Louis Clément, peintre et maître émailleur français (° 7 juillet 1882),
- 5 août :
  - Max Kaus, peintre allemand (° 11 mars 1891),
  - Otto Kuhler, designer industriel, graveur et peintre américain (° 31 juillet 1894),
- 10 août : Guy de Montlaur, peintre français (° 9 septembre 1918),
- 13 août : Roger Charles Halbique, peintre et caricaturiste français (° 17 juillet 1900),
- 20 août : Paul-André Robert, illustrateur et naturaliste suisse (° 10 novembre 1901),
- 23 août : Naum Gabo, peintre et architecte russe et américain (° 5 août 1890),
- 24 août : André Spitz, peintre et dessinateur de timbres français (° 15 octobre 1883),
- 3 septembre : Robert Villard, peintre, lithographe, sculpteur, architecte et enseignant français (° 30 août 1897),
- 6 septembre : Youri Pimenov, peintre russe puis soviétique (° 9 décembre 1903),
- 11 septembre : Tanaka Isson, peintre japonais (° 29 juillet 1908),
- 1er octobre : Louis Berthomme Saint-André, peintre, lithographe et illustrateur français (° 4 février 1905),
- 12 octobre : Jan Zrzavý, peintre austro-hongrois puis tchécoslovaque (° 5 novembre 1890),
- 19 octobre : Lisa Krugell, peintre et affichiste française (° 29 décembre 1893),
- 22 octobre : Oreste Emanuelli, peintre italien (° 18 avril 1893),
- 25 octobre : Kārlis Miesnieks, peintre réaliste letton (° 31 janvier 1887),
- 29 octobre : Seison Maeda, peintre japonais (° 27 janvier 1885),
- 30 octobre : Willy Guggenheim, peintre et graveur suisse (° 16 mars 1900),
- 31 octobre : Mykola Hlouchtchenko, peintre russe puis soviétique (° 17 septembre 1901),
- 1er novembre : Georges-Armand Masson, journaliste, écrivain et peintre français (° 29 mai 1892),
- 3 décembre : Roland Caillaux, peintre et dessinateur français (° 5 janvier 1905),
- 9 décembre : Charles Ventrillon-Horber, peintre français puis vénézuélien (° 26 février 1920),
- 13 décembre : Gaston Goor, peintre, illustrateur et sculpteur français (° 26 octobre 1902),
- 15 décembre : Rolande Dechorain, peintre paysagiste française (° 28 septembre 1898),
- 16 décembre : Gaston Hoffmann, peintre, décorateur, dessinateur, illustrateur et caricaturiste français (° 12 janvier 1883),
- 21 décembre : Seán Keating, peintre irlandais (° 28 septembre 1889),

- ? :
  - France Audoul, peintre et résistante française (° 13 septembre 1894),
  - Henri Barthelemy, illustrateur français (° 1884),
  - Émile Claro, peintre français (° 1897),
  - Mario De Berardinis, peintre d’affiches de cinéma italien (° 1931),
  - Stéphanie Łazarska, peintre polonaise (° 10 avril 1887),
  - Zygmund Schreter, peintre français d'origine polonaise (° 1896),
  - Alexandre Zinoview, peintre franco-russe (° 1889).